# انالامیسامپی
انالامیسامپی (به لاتین: Analamisampy) یک سکونتگاه مسکونی در ماداگاسکار است که در آتسیمو-آندرفانا واقع شده‌است.

## خصوصیات
انالامیسامپی ۲۳٬۰۰۰ نفر جمعیت دارد و ۲۰۶ متر بالاتر از سطح دریا واقع شده‌است.